# Fultonham
Fultonham är en ort (village) i Muskingum County i Ohio. Vid 2010 års folkräkning hade Fultonham 176 invånare.